# Jan Turpin

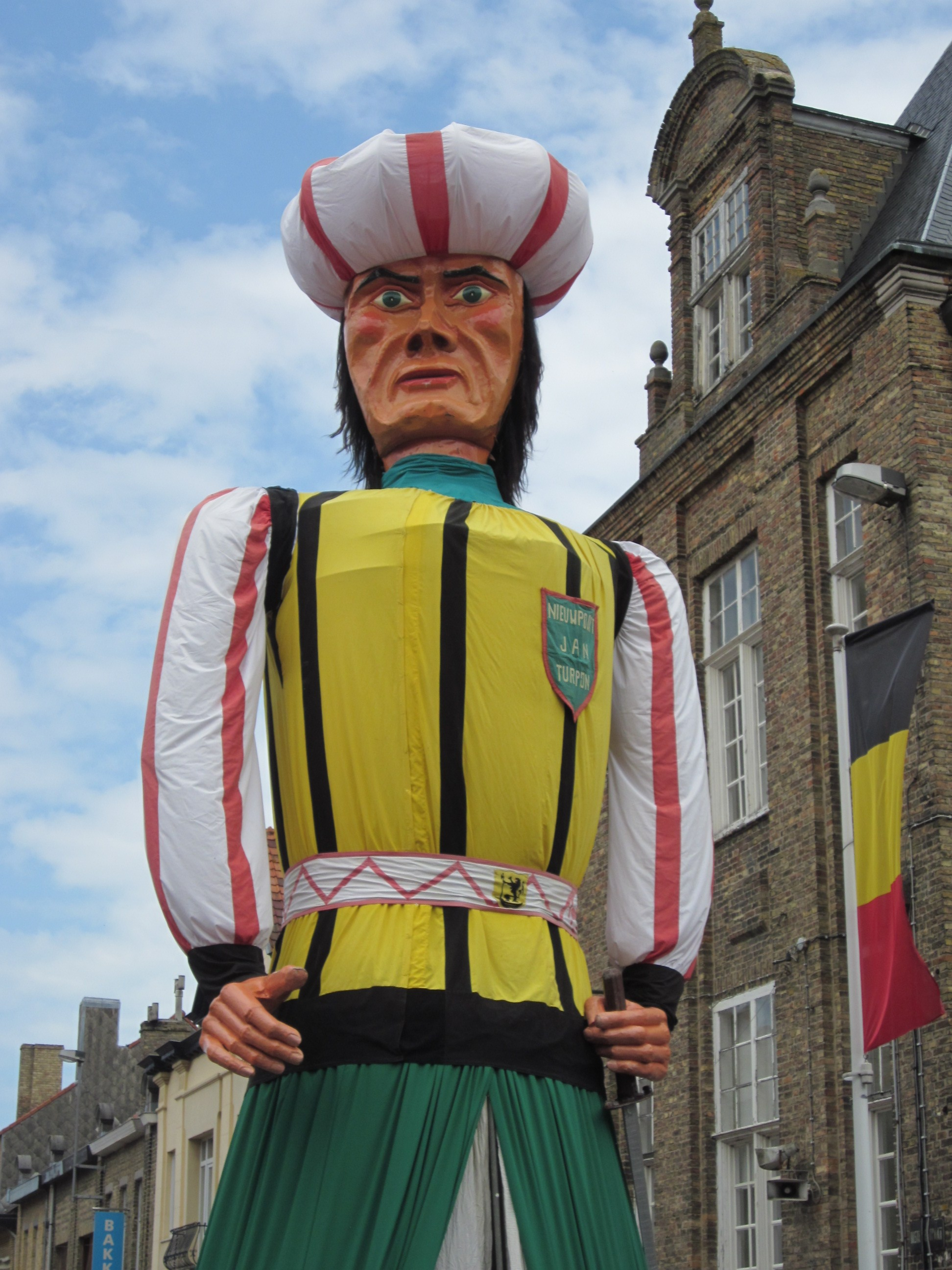
Jan Turpin, reus van Nieuwpoort

Jan Turpin (sinds 1925: Jan Turpijn) is de bekendste reus van Nieuwpoort en met een hoogte van 10,4 m de hoogste door mensen gedragen reus in Europa. Hij weegt 750 kg en wordt gedragen door 24 man.

## Geschiedenis
Er zou al sinds 1494 een reus zijn in Nieuwpoort. Rekeningen uit die tijd wijzen al op het bestaan van een reus in de stad. Vóór de Eerste Wereldoorlog was Goliath de Katholieke stadsreus en Griete de Liberale reuzin. Reus Jan Turpin I maakte in  1926 zijn eerste uitstap. Hij kreeg de naam van de burgemeester van Nieuwpoort, afkomstig van de streek rond het Franse Boulogne, die in  1489 tijdens het beleg van Nieuwpoort de hulp inriep van de Nieuwpoortse vrouwen om mee te vechten met hun vermoeide mannen bij de verdediging van hun stad tegen de Fransen, Bruggelingen en Gentenaars. De vrouwen vochten soo cloeckelyck dat ze de indringers konden verjagen. Eigenlijk werd de naam van de burgemeester voor de reus 'vervlaamst' tot Jan Turpijn. Tijdens de Tweede Wereldoorlog is de reus verbrand na een bombardement. De kop in koper, die op een andere plaats was ondergebracht, bleef gespaard. De huidige reus Jan Turpijn II dateert van  1963, het herdenkingsjaar "Nieuwpoort 800" (Nieuwpoort kreeg in 1163 zijn stadskeure). Driejaarlijks trekt er een reuzenstoet door het stadscentrum van Nieuwpoort met meer dan 140 reuzen. Sinds 2019 wordt Jan Turpijn echter niet meer gedragen. De reuzengilde van Nieuwpoort kan geen 24 dragers meer vinden. Ze hopen echter in de toekomst weer genoeg mensen aan boord te krijgen voor de taak.

## Andere reuzen
De andere zeven reuzen van Reuzengilde Nieuwpoort zijn: Goliath (4,50 m, 80 kg), Griete (4,50 m, 80 kg), dochter Rosalinde (1,80 m, 35 kg), Puuptje (1,80 m, 35 kg), Hendrik Geeraert (4,50 m, 80 kg), Karel Cogge (4,50 m, 80 kg) en Jacqueline de heks (4,50 m, 80 kg). 